# Distrito de Wayanad
Wayanad  (en malayalam; വയനാട് ജില്ല)  es un distrito en el noreste del estado indio de Kerala, con sede administrativa en el municipio de Kalpetta. Es la única meseta de Kerala. La meseta de Wayanad forma una continuación de la meseta de Mysore, la parte sur de la meseta de Deccan. Se encuentra en lo alto de los Ghats occidentales, con altitudes que oscilan entre los 700 y los 2100 metros. Vellari Mala, un 2240 m (2450 yd) pico alto situado en la confluencia de los distritos de Wayanad, Malappuram y Kozhikode, es el punto más alto del distrito de Wayanad. El distrito se formó el 1 de noviembre de 1980 como el distrito 12 de Kerala, separando áreas de los distritos de Kozhikode y Kannur . Un área de 885,92 kilómetros cuadrados del distrito es boscoso. Wayanad tiene tres municipios: Kalpetta, Mananthavady y Sulthan Bathery. Hay muchas tribus indígenas en esta zona. El río Kabini, un afluente del río Kaveri, se origina en Wayanad. El distrito de Wayanad, junto con el valle de Chaliyar en la vecina Nilambur (región oriental de Eranad ) en el distrito de Malappuram, es conocido por sus campos de oro naturales, que también se ven en otras partes de la Reserva de la Biosfera de Nilgiri. El río Chaliyar, que es el cuarto río más largo de Kerala, se origina en la meseta de Wayanad. Las cuevas de Edakkal, de importancia histórica, se encuentran en el distrito de Wayanad. 
El distrito de Wayanad limita con Karnataka (distritos de Kodagu, Chamarajanagar y Mysore) al norte y noreste, Tamil Nadu (distrito de Nilgiris) al sureste (es el único distrito que comparte frontera con los dos estados vecinos de Kerala), Malappuram al sur, Kozhikode al suroeste y Kannur al noroeste. Pulpally en Wayanad cuenta con el único templo de Lava - Kusha en Kerala y Vythiri tiene el único templo de espejos en Kerala, que es un templo jainista . La mezquita Varambetta es la mezquita musulmana más antigua de Wayanad. Wayanad es famoso por su papel en la Guerra de Cotiote, donde Pazhassi Raja con la ayuda de la tribu Kurichya en asociación con hindúes y musulmanes de la región de Malabar lanzaron una revuelta contra los británicos. Kaniyambetta y Muttil Panchayaths son los Panchayath ubicados en el centro y con mejor acceso desde todos los rincones de Wayanad, mientras que Tavinjal Panchayath está en la frontera noreste con el distrito de Kannur. Los edictos encontrados en las cuevas de Ambukuthi Mala son evidencia de que la ocupación data del comienzo de la Civilización de la Nueva Era.

## Etimología
El nombre 'Wayanad' se deriva de 'vayal naadu' (malayalam), que se traduce como 'la tierra de los arrozales' en español.

## Formación

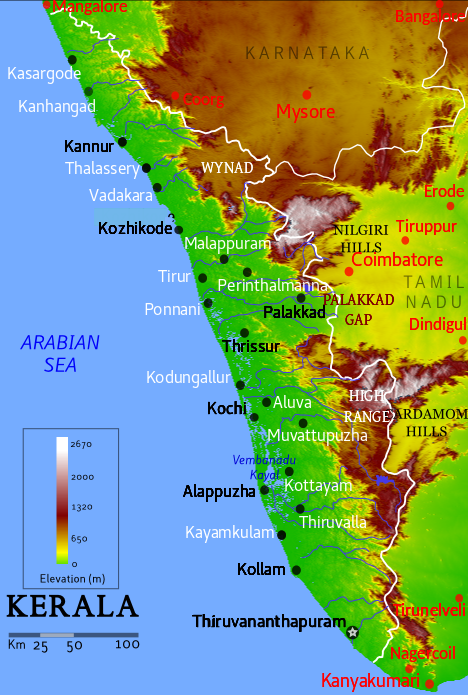
Topografía de Wayanad en la Meseta de Mysore

El distrito de Wayanad se encuentra en la región de Bayalu Seeme (tierras altas) de la reserva de la biosfera de Nilgiri. Geográficamente, es similar a los distritos vecinos de Kodagu y Mysore en Karnataka, y Nilgiris en Tamil Nadu. La meseta de Wayanad forma una continuación de la Meseta de Mysore.
Durante el Raj Británico, Wayanad era un taluk en el antiguo Distrito de Malabar.
El 1 de enero de 1957, el antiguo Distrito de Malabar se dividió en tres: Kannur, Kozhikode y Palakkad. El mismo día, el taluk de Wayanad se dividió en Wayanad Norte y Wayanad Sur. Inicialmente, ambos taluks de Wayanad se incluyeron en el recién formado distrito de Kannur. Sin embargo, dos meses después, el 15 de marzo de 1957, el taluk de Wayanad Sur se transfirió al distrito de Kozhikode. El taluk de Wayanad Norte se transfirió al distrito de Kozhikode el 1 de enero de 1979.
El distrito de Wayanad se formó incorporando los taluks de Wayanad Norte y Wayanad Sur el 1 de noviembre de 1980, como el duodécimo distrito de Kerala. El mismo día, el taluk de Wayanad Norte se renombró como Mananthavady, y Wayanad Sur se dividió para formar los taluks de Sultan Bathery y Vythiri. Kalpetta en el taluk de Vythiri se convirtió en la sede del nuevo distrito.

## Historia

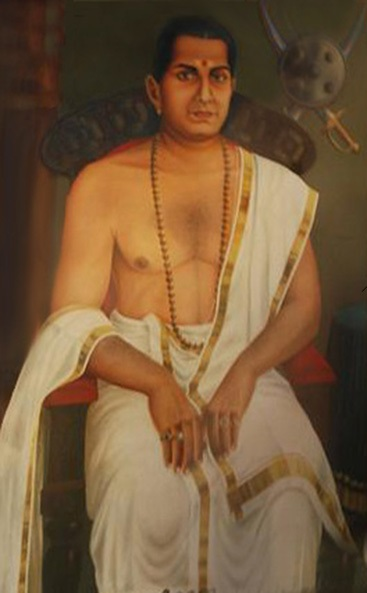
Veera Kerala Varma Pazhassi Raja, pintura de Raja Ravi Varma

### Prehistoria
Los historiadores creen que los asentamientos humanos han existido en estas partes desde al menos el año 1000 a. C. Se puede ver mucha evidencia de la civilización de la Edad de Piedra Nueva en las colinas del actual distrito de Wayanad. Las Cuevas de Edakkal tienen grabados rupestres de hace 6000 años de la era neolítica. La historia registrada de este distrito solo está disponible desde el siglo XVIII. En la antigüedad, esta tierra estaba gobernada por los Rajas de la tribu Veda.

### Reino de Ezhimala
En la parte más temprana de la historia registrada del distrito de Wayanad, los distritos de Kasaragod-Kannur-Wayanad-Kozhikode en la parte norte del actual Kerala estaban gobernados por los Nannans (dinastía Mushika) que luego llegaron a ser conocidos como los Kolathiris. Políticamente, el área era parte del Reino de Ezhimala, con su capital en Ezhimala en el actual distrito de Kannur. El rey más famoso de Ezhimala fue Nannan, cuyo reino se extendía hasta Gudalur, Nilgiris y las partes norteñas de Coimbatore. Se dice que Nannan se refugió en las colinas de Wayanad en el siglo V d. C. cuando perdió frente a los Cheras, justo antes de su muerte en batalla, según las obras de Sangam. Wayanad era parte de Karkanad, que incluía las regiones orientales del reino de Ezhimala (áreas de Wayanad-Gudalur incluyendo parte de Kodagu (Coorg)). Karkanad junto con Poozhinadu, que contenía gran parte de la franja costera entre Mangalore y Kozhikode, estaba bajo el reino de Ezhimala con una sede en Ezhimala.
Algunos lingüistas dicen que una inscripción encontrada en las cuevas de Edakkal en Wayanad, del siglo III d. C. (aproximadamente 1,800 años de antigüedad), es la inscripción más antigua conocida en malabar malayalam, ya que contiene dos palabras modernas de malayalam, Ee (esto) y pazhama (antiguo). El historiador M. R. Raghava Varier, especialista en inscripciones de la cueva de Edakkal, afirmó que esta sería una 'interpretación peligrosa del guion'. Varier, quien descubrió la inscripción, la leyó como 'Sri Vazhumi' que significa 'Sri Brahma' en tamil y la fechó en los siglos III–IV d. C., mientras que Vedachalam, la leyó como 'Vazhumi' y la fechó en los siglos V–VI d. C.

### Kolathunadu
Los reyes Mooshaka eran considerados descendientes de Nannan. Para el siglo XIV, el Reino Mooshaka era conocido como Kolathirinad y sus gobernantes como Kolathiris. Se dice que en su apogeo, el Reino de Kolathunad se extendía desde el Río Netravati (Mangalore) en el norte hasta Korapuzha (Kozhikode) en el sur, con el Mar Arábigo al oeste y las colinas de Kodagu en la frontera oriental, también incluyendo las islas aisladas de Lakshadweep en el Mar Arábigo.

### Reino de Kottayam
El Dominio de Kolathiri se dividió en 10 principados independientes, es decir, Kadathanadu (Vadakara), Randathara o Poyanad (Dharmadom), Kottayam (Thalassery), Nileshwaram, Iruvazhinadu (Panoor), Kurumbranad, etc., bajo jefes reales separados debido a disensiones internas. La dinastía de Nileshwaram, en la parte más septentrional del dominio de Kolathiri, eran parientes tanto de Kolathunadu como de Zamorin de Calicut, en el período medieval temprano.
El origen de la familia real de Kottayam (el Kottayam mencionado aquí es Kottayam-Malabar cerca de Thalassery, no debe confundirse con Kottayam en el sur de Kerala) se pierde en la oscuridad. Se ha dicho que el Raja de Kottayam estableció un principado semiindependiente a expensas de los Kolathiris. En el siglo X d. C., la región que comprendía los antiguos taluks de Kottayam, Wayanad y Gudallur se llamaba Puraikizhanad y su señor feudal Puraikizhars. Las inscripciones de Thirunelly se refieren a la división de la familia Puraikizhar en dos ramas, a saber, la Mayor (Raja de Kottayam (Malabar)) y la Menor (Kunnummel Raja). Según la Mackenzie Manual, la familia Kottayam tenía derecho a la recaudación de impuestos de Ernad y Bayar con el fin de gobernar el distrito de Wayanad.

### Período Mysore
Durante el siglo XVII, los Rajas de Kottayam tuvieron que librar muchas batallas contra los invasores externos de Mysore y la invasión interna de los Zamorin de Calicut. Debido a su continua resistencia, los Rajas de Kottayam llegaron a ser conocidos como Kshatriyas (guerreros). En 1756, los Zamorin de Calicut atacaron Kottayam, que fue defendida por Pazhassi Raja. El ejército de Kottayam bajo Pazhassi Raja pudo derrotar a los invasores y el ejército de Zamorin sufrió grandes bajas. En el momento de la invasión de Tipu Sultan de Malabar, Pazhassi Raja fue el único gobernante que luchó con Tipu sin rendirse a Tipu Sultan. En 1799, Kerala Varma Pazhassi Raja ayudó a los británicos en su guerra contra el ejército de Tipu Sultan.

## Tribus en Wayanad
Wayanad tiene la mayor población tribal de Kerala, con 8 tribus programadas, incluyendo Adiyan, Paniyan, Mullukkurman, Kurichyan, Vettakkuruman, Wayanad Kadar, Kattuniakkan y Thachaanadan Mooppan. Estas comunidades tienen una serie de narrativas orales simbólicas.
Adiyan: Los Adiyans son un grupo tribal matrilineal, que fueron tratados como esclavos laborales por los terratenientes hasta 1976. Ahora la mayoría de ellos son trabajadores agrícolas y algunos de ellos son agricultores marginales. Hablan el idioma adiya como su lengua materna.
Kattuniakkan: Un grupo tribal particularmente vulnerable de Wayanad. Jenu Kurumban y Ten Kurumban son los sinónimos utilizados para la comunidad Kattunayakan. Hablan el idioma Kattunaikka, un dialecto del kannada y malayalam. Son patrilineales y una comunidad que habita en el bosque, cazando y recolectando. Esta es la población más grande entre los grupos tribales particularmente vulnerables (PVTG) en Kerala, con una población total de 19995 (hombres: 9953, mujeres: 10042).
Kurichyan: Son la segunda comunidad más grande entre las tribus programadas con una población total de 35909 (hombres: 18129, mujeres: 17780).
Mullukkurman: Una comunidad tribal patrilineal y patrilocal de agricultores encontrada en Wayanad. Los miembros de la comunidad son expertos en caza y su idioma hablado es el Mullukkuruma. La población total es de 21375 (hombres: 10625, mujeres: 10750).
Paniyan: Una comunidad tribal de esclavos patrilineales hasta la Ley de Abolición de la Esclavitud por Deudas de 1976, distribuida en Wayanad, Kannur, Kozhikode y Malappuram. Son la comunidad tribal más grande con una población de 92787 (hombres: 45112, mujeres: 47675). Su idioma es un dialecto conocido como Paniya y hoy en día son trabajadores agrícolas.
Thachaanadan Mooppan: Thachaanadan Mooppan es una comunidad matrilineal. En tiempos anteriores eran agricultores itinerantes y cazadores. Hoy en día ganan su sustento mediante el trabajo agrícola. Conocidos por su destreza en la carpintería y la fabricación de cestas, su población total es de 1649, y consiste en 814 hombres y 835 mujeres.
Vettakkuruman: Vettakkuruman también es una comunidad tribal patrilineal. Su idioma es conocido como Bettakkuruma. La población de Vettakuruman es de 6482, compuesta por 3193 hombres y 3289 mujeres.
Wayanad Kadar: Se encuentran en los distritos de Kozhikkode y Wayanad y son un grupo totalmente diferente de los Kaders de Cochin. Son tribus marginales matrilineales con una población de 673, compuesta por 348 hombres y 325 mujeres.

## Geografía

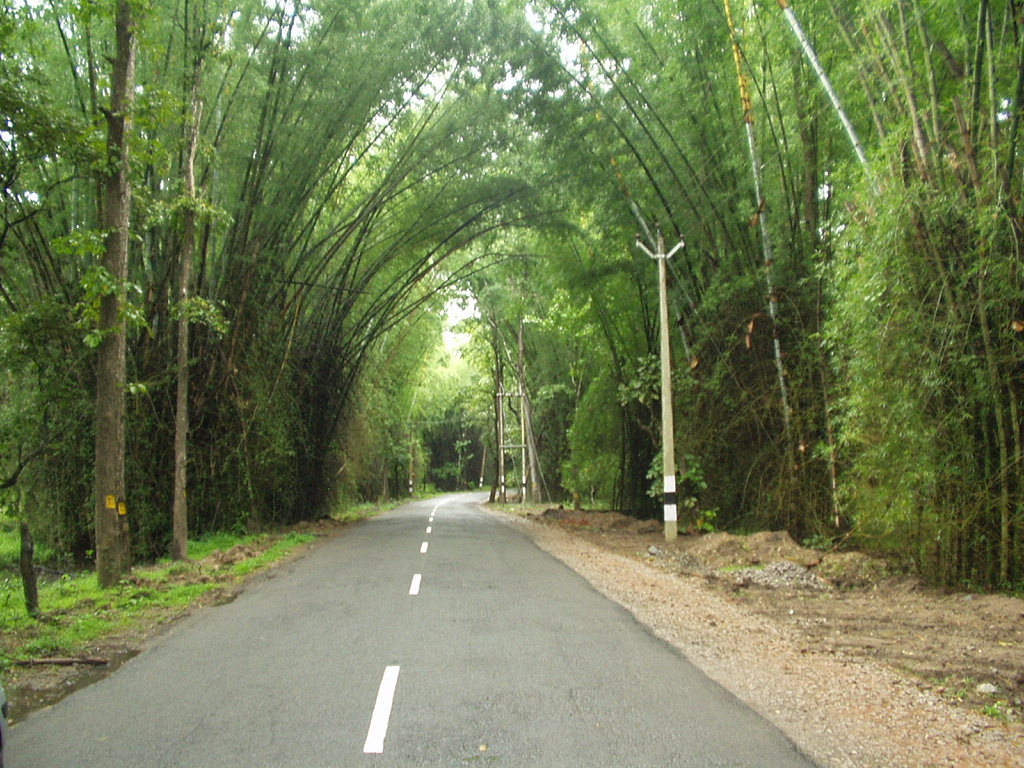
Paisaje de Wayanad en la NH 766 Kozhikode-Kollegal

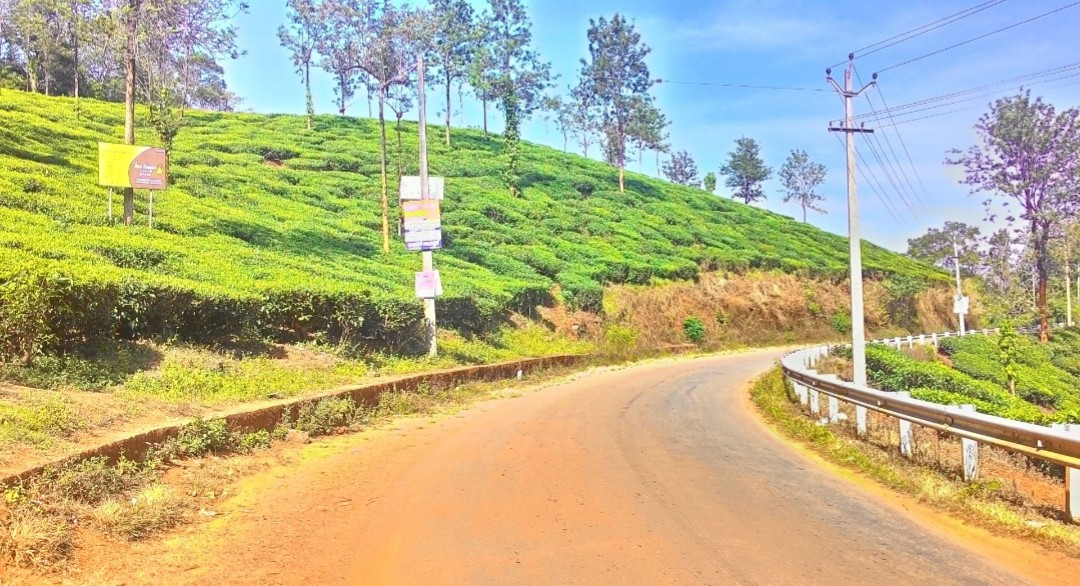
Pozhuthana

El distrito de Wayanad se encuentra en el extremo sur de la meseta de Deccan e incluye parte de los Ghats Occidentales. Las partes occidentales del distrito que limitan con el distrito de Kozhikode consisten en los Ghats Occidentales cubiertos de densos bosques. El distrito forma parte del suroeste de la meseta de Deccan y está inclinado hacia el este. Una gran parte del distrito está cubierta por bosques, pero la continua e indiscriminada explotación de los recursos naturales apunta hacia una inminente crisis ambiental. Hay muchos puntos de senderismo en este distrito. El Pico Chembra (2,100 m) es el pico más alto del distrito de Wayanad. La colina Banasura (2,079 m) tiene una altura similar al colina Chembra. La Colina Brahmagiri es otro punto de senderismo en Wayanad.
El distrito de Wayanad está rodeado por una red de áreas protegidas de diferentes reservas biológicas, como el Santuario de Vida Silvestre de Malabar en el oeste, el Parque Nacional Mudumalai en el sur, el Parque Nacional Bandipur en el este, el Parque Nacional Nagarhole en el noreste, el Santuario de Vida Silvestre Brahmagiri en el norte y el Santuario de Vida Silvestre Aralam en el noroeste, que está vinculado con el Santuario de Vida Silvestre de Wayanad.
El distrito tiene ricos recursos hídricos. Hay ríos que fluyen hacia el este y hacia el oeste en la región. Uno de los ríos principales del distrito es el río Kabini, un afluente del río Kaveri; también es uno de los tres únicos ríos que fluyen hacia el este en Kerala. El Kabini tiene muchos afluentes, incluyendo el río Thirunelli, el río Panamaram y el río Mananthavady. Todos estos riachuelos ayudan a formar un rico recurso hídrico y un paisaje distintivo para el distrito. Varios arroyos fluyen hacia el riachuelo Panamaram mientras pasa por los desfiladeros montañosos y finalmente el río cae en el valle de Panamaram. Después de fluir por el distrito durante cierta distancia, el río Panamaram se une al río Mananthavady, que se origina en las regiones más bajas del pico llamado 'Thondarmudi'.

### Presa de Banasura Sagar
Presa de Banasura Sagar en el río Karamanathodu, un afluente del río Kabini, en Kalpetta, se considera la presa de tierra más grande de la India y la segunda más grande de Asia. La presa está idealmente situada en las estribaciones de las colinas de Banasura, que recibió su nombre de 'Banasura', el hijo del rey Mahabali, el famoso gobernante de Kerala. La presa aquí se construyó en nombre del proyecto Banasurasagar en 1979, para apoyar el proyecto hidroeléctrico de Kakkayam y satisfacer la demanda de agua para riego y consumo. La presa, ubicada a unos 21 km de Kalpetta, es un destino turístico en Wayanad. La presa de Banasura está formada por enormes pilas de piedras y rocas.

### Presa de Karapuzha
Presa de Karapuzha se considera una de las mayores presas de tierra de la India, que ha sido construida sobre el río Karapuzha, un afluente del río Kabini. Vazhavatta en el taluk de Vythiri del distrito de Wayanad para proporcionar riego a un área de 5580 ha (CCA) es decir, 5600 hectáreas en los taluks de Vythiri y Sultan Bathery del distrito de Wayanad en Kerala. El embalse tiene una capacidad de almacenamiento bruto de 76.50 M Cum y una capacidad de almacenamiento útil de 72.00 M Cum.

## Flora y fauna
El suelo y el clima de Wayanad son adecuados para la horticultura a escala comercial. Para promover el cultivo de vegetales y establecer huertos, la Universidad Agrícola de Kerala opera una estación regional de investigación agrícola en Ambalavayal.
Elefantes, osos y otros animales salvajes de los santuarios de vida silvestre vecinos de Karnataka y Tamil Nadu, se aventuran en el rango forestal de Begur y en los bosques alrededor de Muthanga, que se encuentra a 20 kilómetros de la ciudad de Sultan Bathery.
Rana de Franky de boca estrecha fue descubierta recientemente en el distrito de Wayanad. El charlatán de Wayanad recibe su nombre de esta región, pero a diferencia de otros charlatanes del sur de la India, tiene una amplia distribución a lo largo de los Ghats Occidentales.

## Demografía
| Religiones en el distrito de Wayanad (2011) | Religiones en el distrito de Wayanad (2011) | Religiones en el distrito de Wayanad (2011) | Religiones en el distrito de Wayanad (2011) | Religiones en el distrito de Wayanad (2011) |
| ------------------------------------------- | ------------------------------------------- | ------------------------------------------- | ------------------------------------------- | ------------------------------------------- |
| Religión                                    |                                             |                                             |                                             |                                             |
| Hinduismo                                   | Hinduismo                                   |                                             | 49.48 %                                     | 49.48 %                                     |
| Islam                                       | Islam                                       |                                             | 28.65 %                                     | 28.65 %                                     |
| Cristianismo                                | Cristianismo                                |                                             | 21.34 %                                     | 21.34 %                                     |
| Otro o no declarado                         | Otro o no declarado                         |                                             | 0.53 %                                      | 0.53 %                                      |

Es el distrito menos poblado de Kerala. A diferencia de los otros distritos de Kerala, en el distrito de Wayanad no hay ninguna ciudad o pueblo con el mismo nombre que el distrito (es decir, no hay una "ciudad de Wayanad").
Según el Informe Estadístico de 2018, el distrito de Wayanad tenía una población de 846 637, aproximadamente igual a la nación de Comoras. El censo de India de 2011 da al distrito una clasificación de 482 en India (de un total de 640). El distrito tiene una densidad de población de 397 habitantes por kilómetro cuadrado (1.030 / milla cuadrada).. El 3.86% de la población vive en áreas urbanas. Las Castas Registradas y las Tribus Registradas constituyen el 3.87% y el 18.86% de la población respectivamente. Este es el porcentaje más alto de SC/ST en todo Kerala.
Los Paniyas, Uraali Kurumas y Kurichiyans conforman las tribus en Wayanad. Los Badagas están presentes en 21 aldeas repartidas por Wayanad. Toda la meseta de Wayanad y todas las regiones montañosas por encima de las llanuras (a más de 500 metros sobre el nivel del mar) por encima de los Ghats occidentales caen bajo el área de habla Kannada según la encuesta lingüística y la historia de Coronel Mark Wilks.

## Administración

### Administración de ingresos
La administración del distrito, en el colectorado, tiene su sede en Kalpetta. La administración del distrito está encabezada por un colector del distrito, quien es un oficial del servicio administrativo de India. Para la administración de ingresos, el distrito de Wayanad se divide en divisiones de ingresos, taluks y aldeas de ingresos. La oficina de divisiones de Ingresos está en Mananthavady, encabezada por un subcolector u oficial de divisiones de ingresos (RDO), quien también es el subcolector. Hay un total de 3 taluks: Mananthavady, Vythiri y Sulthan Bathery. Cada oficina de taluk está encabezada por un Tehsildar, quien también es el magistrado ejecutivo de ese taluk. Estos tres taluks contienen 49 aldeas de ingresos bajo su jurisdicción. Estas aldeas de ingresos se dividen a su vez en amsoms y desams para fines de ingresos.

### Administración policial
La Policía del Distrito de Wayanad cae bajo la Zona Norte del Rango de Kannur.
La policía del distrito de Wayanad tiene su sede en Kalpetta. Está encabezada por un Jefe de Policía del Distrito (DPC), un oficial del IPS del estado de Kerala, con el rango de superintendente de policía (SP). Para el mantenimiento del orden y la ley, el distrito policial de Wayanad está dividido en 3 subdivisiones policiales: Kalpetta, Mananthavady y Sulthan Bathery, con un total de 17 estaciones de policía. Cada subdivisión está encabezada por un subinspector de policía (DYSP) y consta de varias estaciones de policía bajo su jurisdicción. Cada estación de policía está encabezada por un Inspector de Policía o subinspector designado como el jefe de la estación (SHO).
Otras unidades/células especiales incluyen la Rama Especial del Distrito, la Rama de Crímenes del Distrito, la Oficina de Registros de Crímenes del Distrito y la Célula de Narcóticos, cada una encabezada por un Subinspector de Policía (Dy.SP).

### Judicatura
El Distrito Judicial de Kalpetta fue establecido el 15 de diciembre de 1984, tras la formación del Distrito de Wayanad el 1 de noviembre de 1980. El distrito judicial de Kalpatta está encabezado por un Juez Principal del Distrito y de Sesiones y consta de los siguientes tribunales bajo su jurisdicción:
Complejo judicial Kalpetta:
- Tribunal de Distrito y de Sesiones, Kalpetta
- Tribunal Adicional de Distrito y de Sesiones, Kalpetta
- Tribunal Adicional de Distrito y de Sesiones & Tribunal de Reclamaciones por Accidentes de Tránsito, Kalpetta
- Tribunal de Familia, Kalpetta
- Tribunal Especial de Expediente Rápido, Kalpetta
- Tribunal de Magistrados Judiciales Principal, Kalpetta
- Tribunal de Magistrados Judiciales de Primera Clase, Kalpetta
- Tribunal Munsiff, Kalpetta

Complejo judicial Mananthavady:
- Tribunal de Magistrados Judiciales de Primera Clase, Mananthavady
- Tribunal de Magistrados Judiciales de Primera Clase II, Mananthavady
- Tribunal Especial SC/ST, Mananthavady

Complejo judicial, Sulthan Bathery:
- Tribunal Munsiff, Mananthavady
- Sub-tribunal, Sulthan Bathery
- Tribunal de Magistrados Judiciales de Primera Clase-I
- Tribunal de Magistrados Judiciales de Primera Clase-II

### Gobiernos locales

#### Panchayats
Para la gobernanza rural, el Panchayat del Distrito de Wayanad funciona a nivel de distrito, con sede en Kalpetta. El panchayat del distrito de Wayanad está gobernado por un consejo elegido, encabezado por un presidente y un vicepresidente. El panchayat del distrito se encarga del desarrollo de las áreas rurales del distrito.
Hay 4 panchayats de bloque para la gobernanza a nivel de bloque y 23 grama panchayats para la gobernanza a nivel de aldea o grupo de aldeas. Estos panchayats están gobernados por consejos elegidos, encabezados por presidentes y vicepresidentes respectivamente. Las oficinas de desarrollo de bloques son Kalpetta, Mananthavady, Panamaram, Sulthan Bathery.

#### Municipios
Para la gobernanza urbana, hay tres municipios para las principales ciudades: Kalpetta, Mananthavady y Sultan Bathery. Estos municipios están gobernados por los consejos municipales elegidos, encabezados por un presidente del consejo y un vicepresidente.

## Política
La circunscripción de Wayanad en Lok Sabha está actualmente representada por el MP Rahul Gandhi. T Siddique es el MLA de Kalpetta, elegido en las Elecciones a la Asamblea Legislativa de Kerala de 2021. Sulthan Bathery (Circunscripción Estatal) está representada por I. C. Balakrishnan. Mananthavady (Circunscripción Estatal) está representada por O. R. Kelu.

## Transporte
La Kozhikode–Kollegal carretera nacional 766 (anteriormente NH 212) atraviesa el distrito de Wayanad. En el camino hacia Mysore en la NH 212, después del límite del distrito de Wayanad, que también es el límite del estado de Kerala, la NH 766 pasa por el Parque Nacional Bandipur. El aeropuerto más cercano a Wayanad es el Aeropuerto Internacional de Calicut, también conocido como Aeropuerto Internacional de Kozhikode, que se encuentra a unos 90 km de distancia.

## Turismo
El distrito tiene más de 20 destinos. El Consejo de Promoción del Turismo del Distrito (DTPC) de Wayanad, que funciona bajo el Departamento de Turismo del Gobierno de Kerala, es responsable de todas las actividades relacionadas con el turismo en el distrito.